# Waterford (Village, Wisconsin)
Waterford ist eine Gemeinde (mit dem Status „Village“) im Racine County im US-amerikanischen Bundesstaat Wisconsin. Gemäß Volkszählung 2020 leben in Waterford 5542 Menschen.
Waterford ist Bestandteil der Metropolregion Milwaukee.

## Geografie
Waterford liegt im Südosten Wisconsins beiderseits des Fox River, der über den Illinois River zum Stromgebiet des Mississippi gehört. Das Westufer des Michigansees liegt rund 35 km östlich von Waterford, die Grenze Wisconsins zum benachbarten Bundesstaat Illinois verläuft rund 30 km südlich.
Die geografischen Koordinaten von Waterford sind 42°45'47" nördlicher Breite und 88°12'51" westlicher Länge. Das Gemeindegebiet erstreckt sich über eine Fläche von 6,94 km².
Nachbarorte von Waterford sind Buena Park und Tichigan (an der nördlichen Gemeindegrenze), North Cape (13,2 km östlich), Rochester (an der südlichen Gemeindegrenze), Honey Creek (10 km westsüdwestlich) und Mukwonago (15,8 km nordwestlich).
Die nächstgelegenen Großstädte sind Milwaukee (46,2 km nordöstlich), Racine (38 km östlich), Chicago in Illinois (131 km südsüdöstlich), Rockford in Illinois (114 km südwestlich) und Wisconsins Hauptstadt Madison (119 km westnordwestlich).

## Verkehr
Der Interstate Highway 43, der die kürzeste Verbindung von Milwaukee nach Rockford bildet, verläuft in rund 15 km Entfernung westlich und nordwestlich an Waterford vorbei. Im Gemeindegebiet treffen die Wisconsin State Highways 20, 36, 83 und 164 zusammen. Alle weiteren Straßen sind untergeordnete Landstraßen, teils unbefestigte Fahrwege sowie innerörtliche Verbindungsstraßen.
Mit dem Fox River Airport befindet sich 5,7 km südwestlich ein kleiner Flugplatz. Der nächste Großflughafen ist der Milwaukee Mitchell International Airport in Milwaukee (37,1 km nordöstlich).

## Bevölkerung
Nach der Volkszählung im Jahr 2010 lebten in Waterford 5368 Menschen in 2114 Haushalten. Die Bevölkerungsdichte betrug 773,5 Einwohner pro Quadratkilometer. In den 2114 Haushalten lebten statistisch je 2,54 Personen.
Ethnisch betrachtet setzte sich die Bevölkerung zusammen aus 97,0 Prozent Weißen, 0,4 Prozent Afroamerikanern, 0,2 Prozent amerikanischen Ureinwohnern, 0,7 Prozent Asiaten sowie 0,6 Prozent aus anderen ethnischen Gruppen; 1,0 Prozent stammten von zwei oder mehr Ethnien ab. Unabhängig von der ethnischen Zugehörigkeit waren 3,0 Prozent der Bevölkerung spanischer oder lateinamerikanischer Abstammung.
17,2 Prozent der Bevölkerung waren unter 18 Jahre alt, 67,8 Prozent waren zwischen 18 und 64 und 15,0 Prozent waren 65 Jahre oder älter. 51,5 Prozent der Bevölkerung waren weiblich.
Das mittlere jährliche Einkommen eines Haushalts lag bei 62.436 USD. Das Pro-Kopf-Einkommen betrug 29.292 USD. 7,9 Prozent der Einwohner lebten unterhalb der Armutsgrenze.